# Szilvia Szabó
Szilvia Szabó (n. 3 iulie 1996, în Odorheiu Secuiesc) este o handbalistă română care începând din 20 octombrie 2015 joacă pentru clubul CSM Bistrița pe postul de centru. Pe 20 septembrie 2017, Szabó a fost convocată de antrenorii Ambros Martín și Horațiu Pașca la echipa națională a României în vederea meciului împotriva Austriei din cadrul campaniei de calificare la Campionatului European din 2018.

## Palmares
- Cupa EHF:
  - Sfertfinalistă: 2020

- Liga Națională:
  -  Medalie de bronz: 2019

- Cupa României:
  -  Medalie de bronz: 2017